# Ту-Страйк (Південна Дакота)
Ту-Страйк (англ. Two Strike) — переписна місцевість (CDP) в США, в окрузі Тодд штату Південна Дакота. Населення — 282 особи (2020).

## Географія
Ту-Страйк розташований за координатами 43°12′52″ пн. ш. 100°54′44″ зх. д. / 43.21444° пн. ш. 100.91222° зх. д. (43.214351, -100.912239).  За даними Бюро перепису населення США в 2010 році переписна місцевість мала площу 48,09 км², з яких 48,00 км² — суходіл та 0,09 км² — водойми.

## Демографія
Згідно з переписом 2010 року, у переписній місцевості мешкало 209 осіб у 53 домогосподарствах у складі 41 родини. Густота населення становила 4 особи/км².  Було 58 помешкань (1/км²).
Расовий склад населення:
| - 90,0 % — корінних американців - 6,7 % — білих |

До двох чи більше рас належало 3,3 %. Частка іспаномовних становила 1,9 % від усіх жителів.
За віковим діапазоном населення розподілялося таким чином: 39,2 % — особи молодші 18 років, 55,5 % — особи у віці 18—64 років, 5,3 % — особи у віці 65 років та старші. Медіана віку мешканця становила 22,8 року. На 100 осіб жіночої статі у переписній місцевості припадало 111,1 чоловіків;  на 100 жінок у віці від 18 років та старших — 108,2 чоловіків також старших 18 років.
За межею бідності перебувало 57,5 % осіб, у тому числі 59,1 % дітей у віці до 18 років та 0,0 % осіб у віці 65 років та старших.
Цивільне працевлаштоване населення становило 91 особа. Основні галузі зайнятості: освіта, охорона здоров'я та соціальна допомога — 58,2 %, фінанси, страхування та нерухомість — 14,3 %, мистецтво, розваги та відпочинок — 9,9 %.